# Shache
Shache (chiń. upr. 莎车县; pinyin Shāchē Xiàn; ujg. يەكەن ناھىيىسى, Yeken nahiyisi) – powiat w zachodnich Chinach, w regionie autonomicznym Sinciang, w prefekturze Kaszgar, nad rzeką Jarkend-daria. W 2010 roku liczył ok. 762 tys. mieszkańców. 
Ośrodek rolniczy (uprawa pszenicy, bawełny, hodowla jedwabników, sady granatowców) i rzemieślniczy (produkcja dywanów, tkanin jedwabnych i kożuchów). Dawniej ważny węzeł szlaków karawanowych.

## Historia
Pierwsze wzmianki o królestwie Shache pochodzą z drugiej połowy II wieku p.n.e., gdy pełniło kontrolę nad szlakami w wyższych częściach Pamiru. Pod koniec I wieku, osłabione przez wojny z sąsiadami, zostało przejęte przez wojska chińskie pod dowództwem Ban Chao. Za czasów panowania dynastii Tang miasto zaczęło znowu stawać się ważnym ośrodkiem, po wcześniejszym przyćmieniu przez Kargilik i Kaszgar. Znaczenie miasta wzrosło jeszcze bardziej w XII i XIII wieku, kiedy stało się częścią chanatu czagatajskiego. Pod koniec XVI wieku zostało przyłączone do chanatu kaszgarskiego. Miasto dostało się ponownie pod kontrolę Chin w połowie XVIII wieku.
W piśmiennictwie przełomu XIX i XX w. Shache (pisane też Souche) jest tożsame z występującym w literaturze anglosaskiej Yarkand i polskiej Jarkend.